# Batallas de Lexington y Concord
Las batallas de Lexington y Concord fueron los primeros enfrentamientos de la guerra de Independencia de los Estados Unidos. Se produjeron el 19 de abril de 1775 en Middlesex County, Massachusetts, en los pueblos de Lexington, Concord, Lincoln, Arlington y Cambridge. Estos sucesos supusieron un punto de no retorno en la guerra entre el Reino de Gran Bretaña y las Trece Colonias en el contexto de la Norteamérica británica.
Alrededor de 700 soldados regulares del Ejército Británico, bajo el mando del teniente coronel Francis Smith, procedieron a la captura y destrucción de algunas posiciones militares que estaban prestando apoyo a la milicia en Concord. El doctor Joseph Warren alertó de esto a las colonias, que semanas antes habían previsto ese movimiento y habían puesto a salvo tanto a personas como a objetos materiales. También conocieron los planes exactos de ataque de los británicos la noche anterior al 20 de abril.
Los primeros disparos se efectuaron cuando el sol apenas estaba saliendo en Lexington. La milicia fue mermada, y tuvo que retirarse rápidamente. Por otro lado, en el Old North Bridge de Concord hubo enfrentamientos en los que se resistió y derrotó a tres compañías de tropas reales. Los soldados británicos, mermados, tuvieron que retirarse tras una batalla campal contra los Minutemen a campo abierto.
Más Minutemen llegaron pronto, y produjeron serios daños a los regulares británicos mientras estos se retiraban a Boston. No obstante, durante su retirada la expedición de Smith fue protegida y rescatada por refuerzos dirigidos por Hugh Percy. Una fuerza combinada de 1700 hombres volvió a Boston en una retirada que estaba sufriendo fuertes ataques.
Los británicos no supieron mantener sus líneas de actuación en secreto ni realizar acciones con velocidad, cosas requeridas evidentemente en un territorio que les era hostil. La mayoría de los regulares británicos volvieron a Boston. La ocupación de diferentes áreas en torno a esa ciudad marca el inicio del asedio de Boston.
Ralph Waldo Emerson, cuando escribió el «Himno de Concord», describió los primeros disparos de los coloniales como «disparos que se oyeron en todo el mundo».
Antes de que ganasen la ciudad, habían muerto o resultado heridos 273 soldados británicos. Luego las fuerzas provinciales se reunieron y pusieron sitio a Boston.